# Jan Vojnar
Jan Vojnar (* 23. března 1966) je bývalý český fotbalista, brankář. Po skončení aktivní kariéry působil jako trenér na regionální úrovni.

## Fotbalová kariéra
Hrál za Spartak Hradec Králové, SK Pardubice, FC Union Cheb, Bohemians Praha a 1. FC Přerov. V československé a české lize nastoupil celkem ve 20 utkáních. Během působení v Pardubicích ve druhé lize byl známý zahráváním pokutových kopů, v období 1993–1995 jich proměnil celkem 9 (1993/94: 4 branky, 1994/95: 5 branek), v obou sezonách tak byl třetím nejlepším střelcem mužstva (v sezoně 1993/94 se o pozici dělil s Martinem Třasákem).

## Ligová bilance
| Ročník                                   | Zápasy | Góly | Klub                       |
| ---------------------------------------- | ------ | ---- | -------------------------- |
| 1. československá fotbalová liga 1987/88 | 1      | 0    | Spartak Hradec Králové     |
| 1. československá fotbalová liga 1991/92 | 2      | 0    | SKP Spartak Hradec Králové |
| 1. česká fotbalová liga 1995/96          | 11     | 0    | FC Union Cheb              |
| 1. česká fotbalová liga 1996/97          | 6      | 0    | Bohemians Praha            |
| CELKEM                                   | 20     | 0    |                            |